# 雅莫科河
雅莫科河（阿拉伯语：‎，希伯來語：‎）是约旦河最大的支流。
它是加利利海和死海之间流入约旦的三条主要河流之一。在它的南面有扎卡河与瓦迪·穆吉布河。它是戈兰高地的南部边界。在公元636年的雅尔穆克战役中，阿拉伯穆斯林击败了拜占庭帝国，占领了该河以南的全部土地。